# فاكوندو بيريز (لاعب كرة قدم)
فاكوندو بيريز (بالإيطالية: Facundo Píriz؛ بالإسبانية: Facundo Píriz) هو لاعب كرة قدم إيطالي وأوروغواياني في مركز الوسط، ولد في 27 مارس 1990 في Tarariras ‏ في الأوروغواي. شارك مع منتخب الأوروغواي تحت 20 سنة لكرة القدم ومنتخب الأوروغواي لكرة القدم. أما مع النوادي، فقد لعب مع نادي أحمد غروزني وناسيونال مونتيفيديو.

## وصلات خارجية
- فاكوندو بيريز على موقع قاعدة بيانات كرة القدم.إي يو (الإنجليزية)
- فاكوندو بيريز على موقع ليكيب (الفرنسية)
- فاكوندو بيريز على موقع Soccerway.com (الإنجليزية)
- فاكوندو بيريز على موقع عالم كرة القدم.نت (الإنجليزية)
- فاكوندو بيريز على موقع AS.com (الإسبانية)